# هيلتون كرامر
هيلتون كرامر (بالإنجليزية: Hilton Kramer)‏ هو صحفي أمريكي، ولد في 25 مارس 1928 في غلوستر في الولايات المتحدة، وتوفي في 27 مارس 2012 في هاربسويل في الولايات المتحدة.

## وصلات خارجية
- هيلتون كرامر على موقع إن إن دي بي (الإنجليزية)